# حسن جوليد أبتيدون
حسن جوليد أبتيدون (بالفرنسية: Hassan Gouled Aptidon)، (بالصومالية: Xasan Guuleed Abtidoon)؛ 15 أكتوبر 1916 – 21 نوفمبر 2006) كان أول رئيس لجمهورية جيبوتي 1977–1999.

## روابط خارجية
- حسن جوليد أبتيدون على موقع مونزينجر (الألمانية)